# Clinodiplosis spiraeina
Clinodiplosis spiraeina är en tvåvingeart som först beskrevs av Ephraim Porter Felt 1911.  Clinodiplosis spiraeina ingår i släktet Clinodiplosis och familjen gallmyggor. Inga underarter finns listade i Catalogue of Life.